# Піковіль
Пікові́ль (фр. Picauville) — муніципалітет у Франції, у регіоні Нормандія, департамент Манш. Населення — 3237 осіб (01.01.2021).
Муніципалітет розташований на відстані близько 280 км на захід від Парижа, 80 км на захід від Кана, 38 км на північний захід від Сен-Ло.

## Історія
До 2015 року муніципалітет перебував у складі регіону Нижня Нормандія. Від 1 січня 2016 року належить до нового об'єднаного регіону Нормандія.
1 січня 2016 року до Піковіль приєднали колишні муніципалітети Амфревіль, Креттвіль, Гурбевіль, Уттвіль і Вендфонтен.
1 січня 2017 року до Піковіль приєднали колишній муніципалітет Ле-Муатьє-ан-Ботуа.

## Демографія
Динаміка населення (Insee ):
Розподіл населення за віком та статтю (2006):
| Стать | Всього | До 15 років | 15-24 | 25-44 | 45-64 | 65-85 | Понад 85 |
| --- | ------ | ----------- | ----- | ----- | ----- | ----- | -------- |
| Чоловіки | 964    | 164         | 92    | 272   | 256   | 172   | 8        |
| Жінки | 1024   | 132         | 88    | 288   | 196   | 252   | 68       |
| \| Статево-вікова піраміда \| Статево-вікова піраміда \| Статево-вікова піраміда \| \| ----------------------- \| ----------------------- \| ----------------------- \| \| Чоловіки \| Вік \| Жінки \| \| 8 \| 85 + \| 68 \| \| 12 \| 80-84 \| 56 \| \| 44 \| 75-79 \| 52 \| \| 52 \| 70-74 \| 84 \| \| 64 \| 65-69 \| 60 \| \| 32 \| 60-64 \| 36 \| \| 100 \| 55-59 \| 72 \| \| 48 \| 50-54 \| 40 \| \| 76 \| 45-49 \| 48 \| \| 92 \| 40-44 \| 76 \| \| 40 \| 35-39 \| 56 \| \| 76 \| 30-34 \| 100 \| \| 64 \| 25-29 \| 56 \| \| 48 \| 20-24 \| 44 \| \| 44 \| 15-20 \| 44 \| \| 68 \| 10-14 \| 32 \| \| 32 \| 5-9 \| 52 \| \| 64 \| 0-4 \| 48 \| |        |             |       |       |       |       |          |
| Статево-вікова піраміда |        |             |       |       |       |       |          |
| Чоловіки | Вік    | Жінки       |       |       |       |       |          |
| 8 | 85 +   | 68          |       |       |       |       |          |
| 12 | 80-84  | 56          |       |       |       |       |          |
| 44 | 75-79  | 52          |       |       |       |       |          |
| 52 | 70-74  | 84          |       |       |       |       |          |
| 64 | 65-69  | 60          |       |       |       |       |          |
| 32 | 60-64  | 36          |       |       |       |       |          |
| 100 | 55-59  | 72          |       |       |       |       |          |
| 48 | 50-54  | 40          |       |       |       |       |          |
| 76 | 45-49  | 48          |       |       |       |       |          |
| 92 | 40-44  | 76          |       |       |       |       |          |
| 40 | 35-39  | 56          |       |       |       |       |          |
| 76 | 30-34  | 100         |       |       |       |       |          |
| 64 | 25-29  | 56          |       |       |       |       |          |
| 48 | 20-24  | 44          |       |       |       |       |          |
| 44 | 15-20  | 44          |       |       |       |       |          |
| 68 | 10-14  | 32          |       |       |       |       |          |
| 32 | 5-9    | 52          |       |       |       |       |          |
| 64 | 0-4    | 48          |       |       |       |       |          |

## Економіка
2010 року серед 1180 осіб працездатного віку (15—64 років) 803 були активними, 377 — неактивними (показник активності 68,1%, у 1999 році було 58,9%). З 803 активних мешканців працювало 716 осіб (416 чоловіків та 300 жінок), безробітними було 87 (42 чоловіки та 45 жінок). Серед 377 неактивних 52 особи були учнями чи студентами, 141 — пенсіонерами, 184 були неактивними з інших причин.

У 2010 році в муніципалітеті числилось 797 оподаткованих домогосподарств, у яких проживали 1726,5 особи, медіана доходів виносила 15 911 євро на одного особоспоживача